# وكالة ديرك جينتلي للتحقيقات الشمولية
وكالة ديرك بينتلي للتحقيقات الشمولية (بالإنجليزية: Dirk Gently's Holistic Detective Agency) مسلسل تحقيقات وخيال علمي. مبني على رواية الكاتب البريطاني دوغلاس آدمز بنفس العنوان. المسلسل من إعداد ماكس لانديس وإنتاج قناة بي بي سي أمريكا. بطولة سامويل بارنيت بدور المحقق ديريك جينتلي وإليجاه وود بدور صديق ومساعد ديرك جينتلي «تود».
عرض مقطع إعلاني من المسلسل في مهرجان سان دييغو كومكون في عام 2016. المسلسل من إنتاج بي بي سي أمريكا بالاشتراك مع نتفليكس. بدأ عرضه على قناة بي بي سي أمريكا في 22 أكتوبر، 2016، وتوفرت للعرض على نتفليكس في 11 ديسمبر، 2016. صور الموسم الأول من المسلسل في فانكوفر، كولومبيا البريطانية في كندا.
في 21 نوفمبر، 2016، جُدد المسلسل لموسم ثان من عشر حلقات سيعرض في عام 2017.

## قصة المسلسل
يُتابع المسلسل مغامرات ديرك جينتلي (سامويل بارنيت)، محقق غريب الأطوار ومساعدهُ تود بروتزمان (إليجاه وود).

## الممثلين والشخصيات

### شخصيات رئيسية
- سامويل بارنيت بدور ديرك جينتلي؛ محقق «شمولي» غريب الأطوار يؤمن بأن كل شيء في الكون مترابط، ولا يؤمن بحل القضايا بالطرق التقليدية إنما بإتباع القدر
- إليجاه وود بدور تود بروتزمان؛ مُساعد ديرك جينتلي، موسيقي سابق حتى أحداث الحلقة الأولى
- هانا ماركس بدور أماندا بروتزمان؛ شقيقة تود التي تعاني من مرض خيالي يُدعى «باراريبيليتيز» ما يجعلها تصاب بنوبات هلوسات تشعر بأنها حقيقية
- جيد إشيتي بدور فرح بلاك؛ ضابطة أمن في حماية أحد الأغنياء
- فيونا دوريف بدور بارت كورليش؛ قاتلة مأجورة، تشعر بأن الكون يقودها لقتل ديرك جينلي
- مفو كواهو بدور كين؛ قرصان برمجة مجرم تخطفه بارت وتجربه على السفر معها

### شخصيات متكررة
- آرون دوغلاس بدور غوردون ريمر
- أليسون ثورنتون بدور ليديا سبرنغ
- ميغيل ساندوفال بدور الكولونيل سكوت ريغينز
- دستن ميليغان بدور الرقيب هوغو فريدكن
- ريتشارد سكيف بدور المحقق زيمرفيلد
- نيل براون الابن بدور المحقق إستيفيز
- ميشيل إلكاند بدور مارتن
- كريستيان باكو بدور إد
- مايكل آدمثوايت بدور زيد
- أوسريك تشاو بدور فوغل
- فيف ليكوك بدور غريبس
- زاك سانتياغو بدور كروس

## الحلقات

### نظرة عامة
| الموسم | الموسم | عدد الحلقات | تاريخ العرض     | تاريخ العرض     |
| الموسم | الموسم | عدد الحلقات | أول عرض         | آخر عرض         |
| ------ | ------ | ----------- | --------------- | --------------- |
|        | 1      | 8           | 22 أكتوبر، 2016 | 10 ديسمبر، 2016 |
|        | 2      | 10          | 2017            | غ/م             |

### الموسم الأول (2016)
| تسلسل                                                                                             | عنوان الحلقة "بالإنجليزية"          | إخراج            | كتابة                   | تاريخ العرض    | عدد المشاهدين بالمليون |
| ------------------------------------------------------------------------------------------------- | ----------------------------------- | ---------------- | ----------------------- | -------------- | ---------------------- |
| 1                                                                                                 | «Horizons»                          | دين باريسوت      | ماكس لانديس             | 22 أكتوبر 2016 | 0.437                  |
| تحدث جريمة بشعة في الفندق الذي يعمل فيه تود، مع شخصيات مجهولة.                                    |                                     |                  |                         |                |                        |
| 2                                                                                                 | «Lost & Found»                      | دين باريسوت      | ماكس لانديس             | 29 أكتوبر 2016 | 0.293                  |
| يعمل تود مع ديرك بتردد، ويحاولون إنقاذ البنت المخصوفة التي تظن بإنها كلب، لكنهم يأخذون الكلب فقط. |                                     |                  |                         |                |                        |
| 3                                                                                                 | «Rogue Wall Enthusiasts»            | مايكل باتريك جان | ماكس لانديس             | 5 نوفمبر 2016  | 0.297                  |
| 4                                                                                                 | «Watkin»                            | مايكل باتريك جان | آندي بلاك               | 12 نوفمبر 2016 | 0.248                  |
| 5                                                                                                 | «Very Erectus»                      | تامارا ديفيس     | روبرت سي. كوبر          | 19 نوفمبر 2016 | 0.240                  |
| 6                                                                                                 | «Fix Everything»                    | تامارا ديفيس     | ماكس لانديس             | 26 نوفمبر 2016 | 0.198                  |
| 7                                                                                                 | «Weaponized Soul»                   | باكو كابازاس     | ماكس لانديس             | 3 ديسمبر 2016  | 0.307                  |
| 8                                                                                                 | «Two Sane Guys Doing Normal Things» | باكو كابازاس     | آندي بلاك & ماكس لانديس | 10 ديسمبر 2016 | 0.277                  |

## وصلات خارجية
- الموقع الرسمي
- وكالة ديرك جينتلي للتحقيقات الشمولية على موقع IMDb (الإنجليزية)
- وكالة ديرك جينتلي للتحقيقات الشمولية على موقع ميتاكريتيك (الإنجليزية)
- وكالة ديرك جينتلي للتحقيقات الشمولية على موقع روتن توميتوز (الإنجليزية)
- وكالة ديرك جينتلي للتحقيقات الشمولية على موقع نتفليكس (الإنجليزية)
- وكالة ديرك جينتلي للتحقيقات الشمولية على موقع أول موفي (الإنجليزية)
- وكالة ديرك جينتلي للتحقيقات الشمولية على موقع فيلمافينيتي (الإسبانية)
- وكالة ديرك جينتلي للتحقيقات الشمولية على موقع كينوبويسك (الروسية)
- وكالة ديرك جينتلي للتحقيقات الشمولية على موقع ألو سيني (الفرنسية)
- وكالة ديرك جينتلي للتحقيقات الشمولية على موقع قاعدة بيانات الفيلم (الإنجليزية)
- وكالة ديرك بينتلي للتحقيقات الشمولية على الطماطم الفاسدة